# 1933 en philosophie
Chronologie de la philosophie
- 1929
- 1930
- 1931
- 1932
- 1933
- 1934
- 1935
- 1936
- 1937

L’année 1933 a été marquée, en philosophie, par les événements suivants :

## Publications
- Kierkegaard. Construction de l'esthétique, de Theodor W. Adorno
- Die Philosophie des Judentums (La philosophie du judaïsme), de Julius Guttmann
- Matérialisme et métaphysique, de Max Horkheimer[1]
- A Philosophy of Solitude, de John Cowper Powys
- Pojęcie prawdy w językach nauk dedukcyjnych (Le concept de vérité dans les langues des sciences déductives), article le plus important d'Alfred Tarski
- Pourquoi la guerre ?, échange épistolaire de 1932 entre Sigmund Freud et Albert Einstein
- Rasse und Staat (Race et État), d’Eric Voegelin

## Événements divers
- Fermeture de l'Institut de recherche sociale de Francfort par les nazis, révocation de Max Horkheimer qui le dirigeait, et exil aux États-Unis de l'École de Francfort[1].
- Exil de Walter Benjamin à Paris du fait de l'essor du nazisme en Allemagne.
- Exil d'Ernst Cassirer au Royaume-Uni.
- Les œuvres de Sigmund Freud sont brûlées lors des autodafés nazis.
- 1er mai : Adhésion de Martin Heidegger au Parti nazi (voir aussi Heidegger et le nazisme) et nomination comme recteur de l'université de Fribourg-en-Brisgau.
- 2 novembre : Elisabeth Foerster-Nietzsche, sœur de Friedrich Nietzsche, reçoit Hitler et « témoigne » de l’antisémitisme du philosophe.

## Naissances
- 31 janvier : Pierre Hassner, philosophe roumain naturalisé français.
- 8 mars : David Wiggins, philosophe anglais.
- 1er août : Toni Negri, philosophie italien.
- 3 novembre : Amartya Sen, philosophe et économiste indien.

## Décès
- 31 août : Theodor Lessing, philosophe juif allemand, assassiné par des Allemands des Sudètes.
- 15 octobre : Nitobe Inazō, penseur japonais.
- 2 décembre : Émile Meyerson, philosophe français.
- 18 décembre : Hans Vaihinger, philosophe allemand.